# 张亚中 (1954年)
張亞中（1954年12月28日—），祖籍山西運城，臺灣國際政治學者、政治人物，其為孫文學校總校長，亦為2020年中華民國總統選舉的中國國民黨籍初選參選人，但在該次適舉中不敵時任高雄市長韓國瑜民調，因而沒能獲得黨內提名。2022年，張亞中曾經表態有意參與高雄市長選舉，但最後未獲國民黨提名。

## 經歷

### 早期
就讀於台中市立省三國小（空軍子弟小學）、衛道中學、省立台中二中、文化大學，國立政治大學外交研究所碩士、政治學博士，德國漢堡大學哲學博士（論文題目「Transitions from authoritarianism to democracy in Taiwan : a view from legitimacy 」（英文），1992年）。
張亞中通過外交特考，以第三名成績進入外交部，曾派駐奧地利維也納、德國漢堡、拉脫維亞。其後轉任行政院大陸委員會參與大陸政策研究與制定。由于不满中華民國政府的兩岸論述，张亚中离开陆委会，後協助星雲大師創辦南華大學建校工作，並擔任亞太研究所所長。曾兼任國立政治大學外交所教授和擔任國立台灣大學政治學系教授。
在社會參與方面，張亞中2004年創建民主行動聯盟擔任總召並展開台灣反軍購運動。 2005年3月以反修憲為名，與其他學者專家、社會各行業菁英、藝文人士合組「張亞中等一百五十人聯盟」參選， 2005年中華民國任務型國代選舉，並以1.68%的得票率當選五人。

### 倒扁運動
2006年6月底，「民主行動聯盟」成立「全民倒扁運動聯盟」，張亞中均擔任總召集人的在中正紀念堂前的「大中至正」廣場，舉辦「民主夜市」呼籲全民倒扁。歷經近兩個月的努力呼喊，得到社會廣泛響應。8月起施明德亦登高一呼，以一百元小額捐款，開啟了後來百萬人參與的反貪腐運動。此時起，反貪腐運動由兩條線進行，一是由施明德所號召的群眾聚集於總統府前廣場，另一則是民主行動聯盟所號召的群眾則聚集於中正紀念堂前廣場，彼此分進合擊共同努力。
2006年張亞中擔任「全民倒扁運動聯盟」負責人（百萬人民反貪倒扁運動或稱反貪腐倒扁運動、紅衫軍運動）， 一方主張由文化活動彰顯社會良善的價值方式來進行抗議，一方面並不排除主張以體制外激烈手段倒扁。張亞中中秋夜當時甚至欲闖入總統官邸而遭警方攔阻而生衝突。
2007年起，陳水扁在外交與兩岸關係上採行激烈手段，以「入聯公投」方式動員群眾，當時在野的國民黨不敢正面否定，亦採「返聯公投」，致使兩岸關係再生緊張，2007年至2008年3月間，張亞中帶領民主行動聯盟積推動反對「入聯公投」與「返聯公投」。
2008年國民黨贏得大選後「民主行動聯盟」轉型成兩岸統合學會，多次穿梭兩岸之間，推動兩岸退休大使、退休將領及學者的制度性互動。2009年兩岸統合學會在清華大學、中國社會科學院台灣研究所、2010年在日本的本棲寺、2011年在澳大利亞雪梨的南天寺、2012年在台北，2013年在北京舉辦過多次會談。其中《台北會談》與《北京會談》更是紅藍綠學者專家第一次在台灣及大陸就政治議題進行面對面的公開對話。

### 孫文學校
2016年，孫文學校成立，張亞中擔任校長。張亞中在洪秀柱競選中華民國總統以及中國國民黨主席時擔任洪的政策智囊和競選顧問。2019年1月7日，孫文學校總校長張亞中宣佈爭取代表國民黨參選中華民國總統；認為兩岸是兄弟一家親，應堅守中華民國憲法，結束兩岸目前的敵對狀態，他將毫不猶豫的跟北京對話，討論兩岸和平統一前的政治定位。
2019年7月15日，中國國民黨公佈總統黨內初選民調結果，張亞中不敵韓國瑜，未能獲得黨內提名。
2020年中華民國總統選舉中國國民黨大敗，吳敦義辭任黨主席，張亞中宣布有意參加國民黨主席補選，但因资格不合未能成为候选人。
2021年5月31日，接受北京兩岸東方文化中心代表人曾念委託，捐贈台灣500萬劑BNT疫苗、500萬劑大陸國藥集團北京生物公司生產疫苗，並在5月31日建請衛福部輔導處理有關疫苗進口等事宜，6月2日再次開記者會，宣布已取得兩項疫苗授權，並到衛福部遞件。21日衛福部回函表示，依據目前國貿局的有關規定，中國大陸所生產的生物藥品，不准輸入。張亞中對此表示：「大陸親台人士及台商在國內疫苗短缺的此刻，願意捐助疫苗給台灣，假如蔡英文能表示一點善意，甚至促成海基會及海協會的互動過程，這對兩岸關係的發展不是很好的事情嗎？蔡英文一定要將兩岸關係走到黑才滿足嗎？一定要兩岸發生戰爭才高興嗎？這是非常不道德的事情，怎可以因個人的意識形態而忽視老百姓的生命。」同年9月，參加國民黨主席選舉但競選失利。

## 政治主張

### 中華民國史觀
2004年，張亞中首次提出一中同表論述。
2010年，張亞中與相關學者共同為歷史教科書之事發表聲明「莫自亡其史」，公開向馬英九政府喊話「當年我們都曾為防堵台獨史觀而攜手奮進」，反對教科書中將「台灣史對立於中國史，將台灣史前置於中國史， 將民国三十八年以後的中華民國史歸於台灣史」的內容。
2012年6月在當年歷史教科書定案出版前，研究專長為政治領域的政治系教授張亞中獲臨時「增聘」為歷史科審定委員，被質疑為酬庸非歷史專業系所者是馬政府要把手伸進歷史教科書，企圖擁抱貶抑台灣與多元文化的大中國史觀。張亞中自剖，一方面透過兩岸統合學會成立3家出版社，撰寫符於統派立場的教科書；另方面則依其理念展開課綱微調。張亞中主張中華文化為主體，不應切割中華文化和臺灣文化；張亞中聲稱50,000-5,500年前的長濱文化和4,000-3,000年前的華夏文明可能有關；張亞中主張以「荷據」(荷蘭佔據)或「荷領」(荷蘭佔領)取代「荷治」(荷蘭統治)，西班牙用語亦同；將「鄭氏王朝」、「東寧王國」改為「明鄭時期」；「日本統治」改為「日本殖民統治」，簡稱「日殖」而非「日治」時期；不使用「清領」而使用「清朝治理」或「清治」時期；刪除「臺灣地位未定論」等意見，因而引發學術界向教育部抗議並於台灣連署資源運籌平台發起「『我是民眾，我反對竄改歷史』 搶救歷史教科書連署活動」，短時間內即有超過五千多人連署。
2013年7月22日，中華民國行政院宣布，政府公文書處理上將統一使用「日據」用語，但教科書審查同時接受「日據」及「日治」用字。2013年6月7日，張亞中舉辦一場「從戰後德國反思日本」的思想者論壇，就戰後德國與日本在「歷史反省」與「周邊關係」的行為以及原因進行比較分析討論，並探究兩岸應如何面對日本未來的可能走向。這是台灣第一次舉辦針對日本戰後行為進行反省的研討會。
2013年7月26日，針對戰後政治安排與琉球問題，國立台灣大學政治學系教授、兩岸統合學會理事長張亞中，今日在“波茨坦公告紀念研討會－琉球地位與東海和平圓桌論壇”上，發表《戰後政治安排與琉球問題》專題演講，針對琉球地位未定論，提出兩種解決方案，一是交由聯合國重新處理；二是由兩岸和美、英、俄、日、琉球等六方召開多邊會議處理。
2015年4月14日，張亞中邀集國立台灣大學政治系兩岸暨區域統合研究中心、兩岸統合學會、中評智庫基金會主辦「《馬關條約》兩甲子：對兩岸與東亞的影響」圓桌論壇，就此條約歷史意義及衍生影響進行反思。張亞中在致辭時表示：「日本政府有沒有授受《馬關條約》是不正當的看法。1952年中華民國政府與日本簽署《中日和約》，雙方承認『在1941年（民國30年）12月9日以前所締結一切條約、專約及協定，均因戰爭結果而歸無效』。雖然日本殖民統治台灣為事實，但依條約，中日兩國均已同意《馬關條約》為無效，因此我們認為，日本是在『占據』台灣行為下行使殖民統治。基於尊重條約與國家立場，因此，這個時期，應該稱之為『日據時期』，完整及正確的表述方式應該是『日據時期的殖民統治』，簡單的說日本政府在與中華民國政府所簽的《中日和約》中都已經接受《馬關條約》為無效，台灣自己實在沒有理由與必要還一定要再說，日本在台灣五十年的殖民統治為正當的統治」。「如果我們使用『日治』，等於認同日本統治的正當性，那麼當時成千上萬的台灣先民犧牲生命抵抗日本的殖民統治，也就自然成了“暴民”，而不是“義民”，也等於污蔑了當時抗日先賢們的犧牲奮鬥」。

### 兩岸和平共處法
張亞中反對用公投的方式處理兩岸統獨的問題，分別在《新新聞》雜誌以五期文章陳述其觀點。張亞中認為兩岸關係涉及兩岸人民的情感，輕率用公投一步到位式作為終極解決方式有其政治上的困境，並有可能產生更大的問題。兩岸應該逐步推動關係和平發展強化重疊認同，水到渠成才是最佳的路徑。張亞中認為在面對大陸的崛起時，台灣應思考的不是如何逃避與求偏安，而是積極地面對大陸。2010年1月27日，在中國電視公司的安排下，張亞中與曹興誠、林濁水就「兩岸和平共處法」的可行性的電視辯論會。
2011年為慶祝建國百年並為兩岸建立客觀的史觀，張亞中與兩岸統合學會自行籌資製作《百年中國、迷悟之間》六集紀錄片。張亞中任總策畫人。2013年6月24日兩岸統合學會與大陸中華文化發展促進會在北京舉辦「築信研討會」以期建立制度合作關係。該研討會由兩岸退休將領、軍研人員、學家共同參與。張亞中致辭時表示：「西方的軍事安全機制思維不適合兩岸的特殊情形。兩岸本是一家人，本就不應以武力來解決問題。兩岸要的不是『軍事安全』而是『止戈和平』。處理兩岸關係時應該放棄僅是如何『維護安全』的構思，而採行如何『創造和平』的思維」。2012年6月教育部將政治系教授張亞中「增聘」為歷史科審定委員，被不同意見者質疑為非歷史專業背景控制歷史課綱，企圖貶抑台灣多元文化並擁抱大中國史觀。
2013年11月30日，兩岸統合學會與中國孔子基金會、香港的中國評論通訊社共同合作舉辦系列「推動兩岸文化融合研討會」表示若缺少文化融合，兩岸的經貿與政治關係將有如沙中建塔，不僅不易亦極為脆弱。之後兩岸統合學會與香港的中國評論通訊社在中國青島舉辦「兩岸海洋戰略圓桌會議」。張亞中並宣讀所達成的共識，包括：「兩岸可增進東海與南中國海油氣開發做為兩岸海洋戰略合作的突破口，共同推動研商成立兩岸海洋合作架構。兩岸可訂定海洋日，以彰顯重視海洋之決心亦建議以鄭和下西洋之起程日，即七月十一日為中華海洋日」。

### 兩岸三席方案
2013年1月10-12日，中國方夏文化交流協會與兩岸統合學會在北京舉行首次「夏合研討會」，為兩岸退休大使開創制度性的聯絡管道。中國方面總共有周文重等八位大使、三位學者及相關單位代表，台灣方面則有程建人等七位大使、四位學者等參與。張亞中在開幕致詞提出「兩岸三席」做為未來兩岸國際共同參與的可能方案。與會者認為，它既可以讓兩岸均可以在國際組織中出現，又可以不造成「一邊一國」，並可以使兩岸關係持續緊密向前發展。但未取得在場中方人士任何回應。2013年5月18日，張亞中帶領兩岸統合學會與北京清華大學法學院、大陸國家海洋局海洋發展戰略研究所協辦之「兩岸共同保釣學術研討會」在北京舉行。
2014年4月張亞中投書撰文，反思太陽花運動作為台灣特色學運的特質，以及台灣作為小國在國際社會上如何追求生存之道。2014年張亞中邀請兩岸統合學會與國立台灣大學兩岸暨區域統合研究中心在國立台灣大學社會科學院舉辦「兩岸青年政治對話：台大論壇」，兩岸青年菁英共同參與討論，總共有包括國立台灣大學、國立政治大學、師範大學、台灣科技大學、淡江大學、文化大學、中華大學以及從新竹、台中來的大學生，並動員中國在台的學生總共一百餘人參與。2014年兩岸統合學會與中國武漢大學台灣研究所、中國戰略文化促進會及中國評論通訊社共同主辦「甲午戰爭雙甲子研討會」以共同研究、開發、維護兩岸在東海與南海的主權」。2014年8月9-10日，張亞中邀請中國上海及南京地區兩岸關係的重要學者參訪大覺寺，並舉辦《大覺夜談》，就太陽花運動以後，兩岸關係的深層問題進行輕鬆但全面且深刻的交談。2014年8-9月期間開啟其全球巡迴演講，首先在美國、加拿大等十大城市希望21世紀「華僑之母」可以成為推動兩岸「統合之母」。
2014年11月12日，亦為孫中山先生148年誕辰及泰國中華會館第107年館慶，張亞中應邀在泰國曼谷文華大酒店就「兩岸統合與民族復興」做專題演講。在價值融合與制度統方面，兩岸應以1+1=3的思維處理制度認同，彼此尊重體制與價值，但又創造兩岸共有的體制與價值。這種相互“尊重”與“包容”，正是兩岸應該努力的方向。在第三主體中，共同參與。當第三主體愈多功能愈強，統一自然水到渠成。

### 兩岸未來觀
張亞中認為目前台灣藍綠兩大主流的兩岸政策甚至未來大藍圖都有嚴重錯誤，最終實踐層面都無法走下去。
張亞中认为，即是是在藍營內部，主要論點“一中各表”也是是用拖的方法，然后只谈经济不谈政治，并没有一个关于两岸終極結局的完整论述，也沒說這種拖的方式究竟能拖多久，當不能再拖時又該怎辦。国民党不敢去建立它的核心价值和理念，成了講不出終極目標的一個黨，这是它今天碰到的最大问题。
張亞中认为，譬如藍營內勝出的韩国瑜两岸论述有危机所在，他主张的“台湾安全，人民有钱”，这是一安全论述，那么民进党就直问一个问题：「你说要台湾安全，请问一下现安全最大威胁是谁？」毫无疑问民进党会说是中国大陆，如果国民党认同这点，那台湾对大陆采一些紧缩政策，或者向美国买武器，或者作为美国扈从，这會有什么不对，假如国民党也同意要想买武器，要向美国靠拢，而美国又比较喜欢民进党，国民党的论述難以走下去，本質都是無根浮萍，經不起邏輯推演甚至是发展了民进党的论述。
張亞中认为，關鍵問題其實是在台灣很多領導人不敢講出「安全」與「和平」在特殊情境下是矛盾名詞，當人們選擇安全，結局反而是戰爭，最後既沒和平也沒安全一場空，所以安全的定義內涵必須變更，意圖維持「現今狀態不變的安全」尤其想靠親美路線來維持，其實結局最不安全，而且世界是動態劇變過程，沒有事物可以永恆不變，只有將目標改為追求兩岸和平，有了和平以后自然安全，如果和平不能談定再多所謂安全措施、安全裝備終究都達不成安全，而国民党的“一中各表”等所謂藍營內主流，終究還是不可能创造两岸和平。
張亞中认为，2020後两岸將进入深水区，“一中各表”是不够的，要结束敌对状态，就要把两岸关系和未来方向讲清楚。目前大陆讲的“一国两制”，只属于统一之后的臨時安排，歷史最后的结果是走向一国一制目標，這點本質必須先體認，他主張两岸先结束敌对状态，走向“和”，再走向“合”，也就是大陆讲的一体化最终走向“同”，只有这样漸進共同過程，大家才能快快乐乐地走向和平統一。如果直接从现在敌对状态跳到统一，武力统一的可能性就非常大，这只会让两岸都受到很大的伤害，历史上很多统一问题都是用武力解决，所以当想要和平统一时，其实是一个难度很高開創歷史的事，張亞中始终认为两岸是可以谈的談判大門並未完全消失，谈的方案既能让大陆接受也能让台湾接受，一個路線圖出來才是和平安全的終極保證。

## 其他主張

### 人間佛教與文化認同
2014年11月20日張亞中邀請福建廈門兩岸專家學者在江蘇宜興大覺寺，探討星雲大師的「人間佛教」思想及兩岸認同問題。張亞中首先對兩岸統合學會所做的一份台灣社會認同問題民調進行了解讀，他認為，台灣的青年人在認同問題上呈現出與大陸越走越遠的趨勢，他認為「蔡英文所說的『台獨是青年人的天然成分』絕非假話」。
2015年1月10日起，張亞中繼上年8月間在美國、加拿大進行近二十場的全球巡迴演講後，開始在澳大利亞、紐西蘭等地，分別在布里斯本、雪梨、墨爾本、基督城、奧克蘭等地就「人間佛教與兩岸和平」與「人間佛教教義」進行演講與座談。2015年5月4日張亞中在搶救國文聯盟記者會中表示，國文讀得愈多就愈懂得中華文化中的一些良善價值，包括孝順父母和友愛兄弟，因此，搶救國文也是搶救中華文化的價值。
2015年5月25日，兩岸統合學會與中國方夏文化交流協會在山西太原共同舉辦的第四次夏合研討會，兩岸退休涉外人員和專家學者二十餘人出席研討會，與會人士將圍繞抗戰勝利七十週年、當前世界局勢發展及走向、兩岸關係對亞太和平安全的重要意義進行研討，張亞中認為兩岸應該先尋求心靈的契合，才能產生認同，也才能成為一個命運共同體，故此雙方都不應再責怪對方，但是要更多的相互理解，該會議也共同探索兩岸如何共同參與國際組織。
2015年6月6日，張亞中在江蘇揚州鑒真圖書館所舉辦的「揚州講壇」，以「人間佛教與民族振興」為題進行公開演講，現場有一千餘名觀眾參與，張亞中在演講中表示，中華民族要想振興，除了本身的努力以外，還必須處理兩個重要問題：一是如何能夠提出一個不同於西方，但是可以豐富西方的文化話語體系；如何讓大陸除了富與強外，也能夠善；另一就是能夠建構一套讓兩岸可以和平發展的結構，畢竟，分裂與相互不友善的兩岸是不利於民族振興的，張亞中因而以「平等、自由、尊重、包容」這四個價值觀為演講的主軸。

### 對蔡英文博士論文所作的評論
張亞中於國民黨主席選舉期間，聲援彭文正、賀德芬、林環牆等人長期進行的「蔡英文論文真實性調查」活動，並表示：「『論文門』不僅是個人道德問題，還攸關國家安全，若領導人論文與學位造假、擔心下台後被法律制裁，會跟外國勢力勾結，出賣台灣利益。」
此外，除了懷疑蔡英文的論文為假以外，張亞中還表示：「在追查論文門真相上，如果英國倫敦政經學院（LSE）發假學位證書要受到世界譴責；如果是蔡自己造假、想像出來，騙了教育部的錢、騙了台灣老百姓，她也應該受到最嚴厲的懲罰，此事中國國民黨當然要關心注意，對打擊不公不義、作假貪汙，一定要追查到底。」

### 關於兩岸的主張
2008年投書《新新聞》，主張以縣市為單位進行各自的「獨立公投」。
2021年9月，張亞中在國民黨主席辯論會主張要與北京簽訂《兩岸和平協議備忘錄》。

### 批評藍營政治人物
2021年1月，張亞中投書中國時報批評蔣萬安，聲稱他有末代王孫情結，又指責他沒有為兩蔣辯護，反而透過羞辱先祖來為自己鋪路。

### 聲稱川普不在乎台灣人命
2024年5月，美國總統候選人唐納·川普表示，如果中國在他任內入侵台灣，他會轟炸北京作為回應。12月，川普當選後接受國家廣播公司專訪，被問到：「如果中國在您任內入侵台灣，您是否會承諾保衛台灣」，川普僅回答：「我從未這樣說」，主持人追問：「您還是不表態？」川普回答：「我永遠不會表態，因為我得進行談判，對吧」：張亞中聲稱，川普說「我從未說（I never say）」會捍衛台灣，美國不可能為台灣出兵，川普只在乎台灣值多少錢，能為美國貢獻多少GDP，美國要的是台灣人的金錢和台灣的高科技，川普壓根不會在乎台灣人的性命。

## 著作
- 《228事件讀本》（2019年）
- 《台灣史基本讀本》（2019年）
- 《本國史上、下兩冊（主編）》（2019年）
- 《中華文化基本讀本：孟子（主編）》（2019年）
- 《中華文化基本讀本：論語（主編）》（2019年）
- 《孫文思想基本讀本》(2018年)
- 《菩提樹下談政治》(2018年)
- 《歐洲聯盟的全球角色（主編）》（2015年）
- 《論統合》（2014年）（長達50萬字，全文連結如參考資料）[1]
- 《剝復之間：兩岸核心問題探索》（2012年）
- 《一中同表或一中各表》(2011年，第二版2012年)
- 《Cross-strait Integration and Peaceful Development》(英文著作：兩岸統合與和平發展）(2011年)
- 《統合方略》(2010年)
- 《兩岸政治定位探索》(2010年)
- 《海西經濟區與台灣》（2010年）
- 《小國崛起》(2008年)
- 《歐盟全球戰略與對外關係》（2007年）
- 《全球化與兩岸統合》(2003年)
- 《國際關係總論（主編）》(2003年初版、2007年二版，2011年第三版)
- 《開放政治市場:全球治理臺灣》(2002年)
- 《兩岸統合論》(2000年)
- 《中國大陸與兩岸關係概論》(2000年)
- 《租借台灣》（1998年）
- 《紅樓摘星》（1999年）
- 《德國問題：國際法與憲法的爭議》(1999年)
- 《美國的中國政策：圍堵、交往、戰略夥伴》(1999年)
- 《兩岸主權論》(1998年)
- 《歐洲統合：政府間主義與超國家主義的互動》(1998年)
- 紀錄片：《百年中國 迷悟之間》共六集[2][3][4][5][6][7]

## 爭議

### 關於張峻的言論
2022年6月21日，張亞中發表了關於被指控犯法的張峻議長的具爭議性的言論，國民黨花蓮縣黨部對此作出了回應。

### 被指控抄襲別人的作品的內容等等
著名作家李敖學士的兒子李戡博士曾在2021年9月發文嚴厲地批評張亞中，他聲稱 張亞中抄襲了別人的作品的內容，他為掩蓋抄襲相關痕跡一事而改變了其中的一些字眼，另外，他寫錯參考文獻的相關資料，此外，張亞中從別人的作品那𥚃引用了參考文獻的部份內容，卻沒有在自己的作品中提到自己轉引了這些字句， 李戡聲稱因為張亞中在了解學術規範的情況下故意作出這些行為，所以張亞中根本沒有資格以老師的身份教訓他人。

## 評價

### 中立評價
有政評人聲稱儘管張亞中所代表的統派在國民黨黨內的勢力不大，不過其主張比朱江等人的主張更為明確。

### 負面評價
國民黨黨內及黨外曾有抨擊張亞中的一些主張的聲音，抨擊者聲稱這些主張遠離主流民意，並且稱張亞中為「票房毒藥」，張亞中則對這一説法作出了批駁並自稱「補藥」。
2021年9月，張亞中被認為在國民黨主席選舉中的聲勢頗大，朱立倫聲稱想成為縣市長或議員的人都很害怕張亞中，朱立倫還指責張亞中把自己的同志當成敵人。

## 外部連結
- 張亞中校長所經營的孫文學校所使用的Instagram帳戶